# Sotés
Sotés és un municipi de la Rioja, a la regió de la Rioja Mitjana, situada en la vall occidental del riu Iregua, afluent de l'Ebre, i a una distància de 17 km de Logronyo i a 10 de Nájera. La seva altitud sobre el nivell del mar és de 672 metres. El nucli urbà es troba en un pujol, augmentant el relleu escalonadament a mesura que ens acostem al sud, fins a arribar al Serradero de 1491 m. El clima, propi d'aquesta latitud, és mitjanament fred: lleugerament humit a l'hivern i suau a l'estiu.

## Història
El terreny que ocupa actualment Sotés ha estat habitat per variades cultures al llarg dels segles. S'han trobat nombrosos vestigis d'origen predominantment romà, si bé el més important és "Peña Lacita", un poblat de finals de l'Edat de Bronze i primera Edat de Ferro. Ja en l'Edat Mitjana, cap destacar la data de 2 de novembre de 1044, sobre dotació al monestir de san Juan de Sojuela. El rei García "el de Nájera", fa esment a "Sotiello", al descriure els límits d'aquest monestir. Un altre dels documents que fan referència a aquesta població va ser subscrit en l'any 1068. En el mateix, el rei Sanç "el de Peñalén" nomena a Sotés. En l'any 1137, Alfons VII de Castella lliurà al Monestir de Santa María la Real de Nájera les heretats que tenia a Sotés. No obstant això, és a partir del segle xviii, quan podem començar a parlar dels "segles d'or" de la història sotesina: la creació d'hospitals per a pelegrins jacobeos, la concessió en 1747, per part del rei d'Espanya Ferran VI, del títol de "Vila" i consegüent independización de Navarrete o el naixement de Domingo Dulce y Garay en 1808, marquen sens dubte l'esdevenir d'aquest petit poble riojà durant molts anys.
Sotés, situat en plena cruïlla, sempre ha romàs als canvis històrics, i actualment, en els començaments del segle xxi, es presenta com un poble acollidor, i en constant transformació.